# Starter for 10
Starter for 10 (Concurso Viciado (título em Portugal) ou Garoto Nota 10 (título no Brasil)) é um filme britânico de comédia dramática, realizado por Tom Vaughan e escrito por David Nicholls, adaptado do seu próprio livro Starter for Ten.

## Sinopse
Em 1995, Brian Jackson acaba de entrar na Universidade de Bristol. Ele é um pouco nerd, conhecedor e estudioso de cultura geral, que tem sido fã, desde criança, do famoso concurso televisivo britânico University Challenge (Desafio Universitário). Quando chega a faculdade depara-se com a oportunidade de integrar a equipa local e, assim, participar desse concurso. Prontamente, Brian acaba por apaixonar-se pela sedutora e elegante colega de equipa Alice, ainda que possa ser mais compatível com a sua amiga judia, adepta da contracultura, Rebecca.

## Elenco
- James McAvoy… Brian Jackson
- Alice Eve… Alice Harbinson
- Rebecca Hall… Rebecca Epstein
- Dominic Cooper… Spencer
- James Corden… Tone
- Simon Woods… Josh
- Catherine Tate… Julie Jackson
- Elaine Tan… Lucy Chang
- Charles Dance… Michael Harbinson
- Lindsay Duncan… Rose Harbinson
- Benedict Cumberbatch… Patrick Watts
- Mark Gatiss… Bamber Gascoigne
- James Gaddas… Mr. Jackson
- John Henshaw… Des